# Villa Zebra
Villa Zebra is een kindermuseum voor hedendaagse beeldende kunst. Villa Zebra ontwikkelt interactieve tentoonstellingen en kunstinstallaties, kunstworkshops en elke twee weken een Klooi- of Voorleesmiddag. Daarnaast verzorgt Villa Zebra kunsteducatieve trajecten op scholen en op locatie (de zogenaamde Villa Zebra Pop-Ups). 
Villa Zebra is gevestigd aan de Stieltjesstraat 21, op de Kop van Zuid in de Zuid-Hollandse stad Rotterdam. 

## Geschiedenis
In 1996 begon Jet Manrho  met haar rondreizende BoekieBoekie-museum te dromen van een eigen gebouw. Om deze plannen te kunnen realiseren, richtte zij samen met Wim van Krimpen de Stichting Kinderkunsthal op. Een half decennium later, 4 april 2001 – het jaar waarin Rotterdam culturele hoofdstad van Europa is – opende Villa Zebra haar deuren in het Museumpark in Rotterdam. In 2005 vond Villa Zebra een nieuw onderkomen aan de Stieltjesstraat, waar het tot op heden gevestigd is.  